# Пан Вэйго
Пан Вэйго (кит. упр. 庞卫国, пиньинь Pang Weiguo, род. 28 сентября 1972 года) — китайский профессиональный снукерист с 1990-х по 2003 год.

## Карьера
В начале карьеры ему довольно часто давали уайлд-кард на крупные профессиональные соревнования на территории Китая (в частности, China Open). Основную часть карьеры Пан Вэйго провёл, выступая на национальных и международных любительских турнирах. 
В 1997 Пан Вэйго, проводивший матч 1/4 финала против Джеймса Уоттаны на China Challenge, стал свидетелем максимального брейка в исполнении Уоттаны.
Лучшим результатом в профессиональном снукере для Пан Вэйго стала 1/16 финала China International 1999. 
В мэйн-туре Пан Вэйго играл только один сезон — 2002/03, по итогам которого занял 117 место в официальном рейтинге и выбыл из тура. 
В Пекине работает бильярдный клуб, названный по его имени — «Pang Weiguo Billiards».